# Heinz Linge
Heinz Linge (23. marts 1913 – 9. marts 1980) var en tysk SS- officer, der tjente som kammertjener for lederen af Nazityskland, Adolf Hitler, og blev kendt for sin tætte personlige nærhed til historiske begivenheder. Linge var til stede i Führerbunkeren den 30. april 1945, da Hitler begik selvmord . Linges ti-årige tjeneste for Hitler sluttede på det tidspunkt. I kølvandet på Anden Verdenskrig i Europa tilbragte Linge ti år i sovjetisk fangenskab.
Ifølge hans erindringer, med titlen With Hitler to the End og udgivet af Skyhorse i 2009, "var Linge ansvarlig for alle aspekter af Hitlers husholdning". På trods af krigens omstændigheder er Linges fremstilling af Führeren blevet beskrevet som "kærlig", selvom Hitler som vejleder optrådte på en måde "uforudsigelig og krævende".  